# Rhyacionia
Rhyacionia is een geslacht van vlinders uit de familie van de bladrollers (Tortricidae). De wetenschappelijke naam van het geslacht is voor het eerst geldig gepubliceerd in 1825 door Jacob Hübner.
De rupsen van Rhyacionia leven op naaldbomen. Sommige soorten uit dit geslacht kunnen schade toebrengen aan de teelt van dennen. De typesoort Rhyacionia buoliana is de gewone dennenlotboorder die vrij algemeen voorkomt in België en Nederland. Deze van oorsprong Europese soort is ingevoerd in Noord-Amerika en heeft zich daar ontwikkeld tot een ernstig plaaginsect in de aanplantingen van dennen.

## Soorten
- R. adana Heinrich, 1923
- R. aktita Powell & Miller, 1978
- R. aureola Powell & Miller, 1978
- R. austriana (Cosens, 1906)
- R. blanchardi Powell & Miller, 1978
- R. buoliana - Gewone dennenlotboorder (Denis & Schiffermüller, 1775)
- R. busckana Heinrich, 1923
- R. cibriani Miller, 1988
- R. dativa Heinrich, 1928
- R. dolichotubula Liu & Bai, 1984
- R. duplana - Rechte dennenlotboorder (Hübner, 1813)
- R. flammicolor Powell & Miller, 1978
- R. frustrana (Comstock, 1880)
- R. fumosana Powell & Miller, 1978
- R. granti Miller, 1985
- R. hafneri (Rebel, 1937)
- R. insulariana Liu, 1981
- R. jenningsi Powell & Miller, 1978
- R. leptotubula Liu & Bai, 1984
- R. logaea Durrant, 1911
- R. malgassana (Saalmüller, 1880)
- R. maritimana Prose, 1981
- R. martinana Powell & Miller, 1978
- R. miniatana (Staudinger, 1871)
- R. montana (Busck, 1914)
- R. multilineata Powell & Miller, 1978
- R. neomexicana (Dyar, 1903)
- R. pallifasciata Powell & Miller, 1978
- R. pasadenana (Kearfott, 1907)
- R. piniana (Herrich-Schäffer, 1851)
- R. pinicolana - Rode dennenlotboorder (Doubleday, 1849)
- R. pinivorana - Grijze dennenlotboorder (Lienig & Zeller, 1846)
- R. pseudostrobana Amsel, 1962
- R. rigidana (Fernald, 1880)
- R. rubigifasciola Miller, 1988
- R. salmonicolor Powell & Miller, 1978
- R. simulata Heinrich, 1928
- R. sonia Miller, 1967
- R. subcervinana (Walsingham, 1879)
- R. subtropica Miller, 1961
- R. versicolor Powell & Miller, 1978
- R. vorana (Strand, 1920)
- R. walsinghami (Rebel, 1896)
- R. washiyai (Kono & Sawamoto, 1940)